# Chetumal
Chetumal  è la città capitale dello stato di Quintana Roo, nel Messico sud-orientale.
Al censimento del 2005 possedeva una popolazione di 136 825 abitanti. La città è stata fondata il 5 maggio 1898.